# Austrian Football League 2012
Die Austrian Football League 2012 ist die 28. Spielzeit der höchsten österreichischen Spielklasse der Männer im American Football. Sie begann am 24. März 2012 mit dem Spiel der AFC Kornmesser Rangers gegen die Swarco Raiders Tirol (0:52) und endete am 28. Juli 2012 mit einem Sieg der Raiffeisen Vikings Vienna gegen die Swarco Raiders Tirol (48:34) in der Austrian Bowl XXVIII auf der Hohen Warte in Wien.
Im Vergleich zur Vorsaison gab es eine Reduzierung der AFL Teams von sieben auf sechs. Neu in der Liga sind die AFC Kornmesser Rangers aus Mödling, nicht mehr dabei die Carinthian Black Lions und die Salzburg Bulls.
Gespielt wird eine einfache Hin- und Rückrunde, was für jedes Team insgesamt 10 Spiele bedeutet. Die besten vier Teams des Grunddurchganges nehmen an den Playoffs teil, wobei die ersten beiden Heimrecht besitzen. Dessen Sieger spielen in der Austrian Bowl um den österreichischen Staatsmeistertitel.
Wie bereits im Vorjahr strahlte der ORF auch in dieser Saison einige Spiele live aus. Neben fünf Grunddurchgangsspielen und dem Austrian Bowl XXVIII, wurde auch der Charity Bowl 2012 live übertragen.

## Teams
- AFC Kornmesser Rangers (Mödling)
- Danube Dragons (Wien)
- Graz Giants (Graz)
- Prague Panthers (Prag)
- Raiffeisen Vikings Vienna (Wien)
- Swarco Raiders Tirol (Innsbruck)

## Tabelle
| AFL 2012 |                           |    |   |   |   |       |      |      |      |
|          | Team                      | Sp | S | U | N | Pct   | P35+ | P35− | Diff |
| 1        | Raiffeisen Vikings Vienna | 10 | 9 | 0 | 1 | 0,900 | 302  | 91   | +211 |
| 2        | Swarco Raiders Tirol      | 10 | 8 | 0 | 2 | 0,800 | 303  | 109  | +193 |
| 3        | Graz Giants               | 10 | 6 | 0 | 4 | 0,600 | 314  | 249  | 0+65 |
| 4        | Danube Dragons            | 10 | 4 | 0 | 6 | 0,400 | 256  | 306  | 0−50 |
| 5        | Prague Panthers           | 10 | 3 | 0 | 7 | 0,300 | 274  | 365  | 0−91 |
| 6        | AFC Kornmesser Rangers    | 10 | 0 | 0 | 0 | 0,000 | 77   | 406  | −329 |

Legende: Sp = Spiele, S = Siege, U = Unentschieden, N = Niederlagen, Pct = Winning Percentage,

P35+= erzielte Punkte (max. 35 mehr als gegnerische), P35− = zugelassene Punkte (max. 35 mehr als eigene), Diff = Differenz

 Qualifikation für die Play-offs mit Heimrecht,
 Qualifikation für die Play-offs

## Spielplan
| Datum                 | Kickoff | Heim                      | Ergebnis    | Auswärts                  |
| --------------------- | ------- | ------------------------- | ----------- | ------------------------- |
| Woche 1               |         |                           |             |                           |
| 24. März              | 14:00   | AFC Kornmesser Rangers    | 0:52        | Swarco Raiders Tirol      |
| 25. März              | 14:00   | Prague Panthers           | 33:37       | Danube Dragons            |
| 25. März              | 15:00   | Raiffeisen Vikings Vienna | 20:13       | Graz Giants               |
| Woche 2               |         |                           |             |                           |
| 31. März              | 14:00   | Graz Giants               | 67:0        | AFC Kornmesser Rangers    |
| 31. März              | 15:00   | Danube Dragons            | 3:39 (4:1)  | Raiffeisen Vikings Vienna |
| 1. April              | 13:00   | Prague Panthers           | 10:37       | Swarco Raiders Tirol      |
| Woche 3               |         |                           |             |                           |
| 7. April              | 14:00   | Graz Giants               | 42:28       | Prague Panthers           |
| 9. April              | 14:00   | Swarco Raiders Tirol      | 31:7        | Danube Dragons            |
| 9. April              | 15:00   | Raiffeisen Vikings Vienna | 55:0        | AFC Kornmesser Rangers    |
| Woche 4               |         |                           |             |                           |
| 14. April             | 15:00   | Swarco Raiders Tirol      | 62:0        | AFC Kornmesser Rangers    |
| 14. April             | 15:00   | Prague Panthers           | 0:55        | Raiffeisen Vikings Vienna |
| 15. April             | 15:00   | Danube Dragons            | 35:61       | Graz Giants               |
| Woche 5               |         |                           |             |                           |
| 21. April             | 16:00   | AFC Kornmesser Rangers    | 0:41        | Danube Dragons            |
| 22. April             | 14:00   | Prague Panthers           | 35:36       | Graz Giants               |
| 22. April             | 15:00   | Raiffeisen Vikings Vienna | 17:15       | Swarco Raiders Tirol      |
| Woche 6               |         |                           |             |                           |
| 28. April             | 14:00   | Swarco Raiders Tirol      | 33:0        | Graz Giants               |
| 29. April             | 15:00   | Danube Dragons            | 34:41       | Prague Panthers           |
| 29. April             | 16:00   | AFC Kornmesser Rangers    | 6:58        | Vienna Vikings            |
| Bye Week              |         |                           |             |                           |
| 6. Mai                | 15:00   | Swarco Raiders Tirol      | 52:14*      | Prague Panthers           |
| Woche 7               |         |                           |             |                           |
| 12. Mai               | 16:00   | Danube Dragons            | 65:0        | AFC Kornmesser Rangers    |
| 12. Mai               | 17:30   | Graz Giants               | 20:21       | Swarco Raiders Tirol      |
| 13. Mai               | 15:00   | Raiffeisen Vikings Vienna | 31:0        | Prague Panthers           |
| Woche 8               |         |                           |             |                           |
| 19. Mai               | 16:00   | AFC Kornmesser Rangers    | 7:54        | Graz Giants               |
| 20. Mai               | 15:00   | Raiffeisen Vikings Vienna | 37:7 (2:4)  | Danube Dragons            |
| Woche 9               |         |                           |             |                           |
| 2. Juni               | 17:00   | Danube Dragons            | 27:35       | Swarco Raiders Tirol      |
| 2. Juni               | 17:30   | Graz Giants               | 35:34       | Raiffeisen Vikings Vienna |
| 3. Juni               | 14:00   | Prague Panthers           | 54:30       | AFC Kornmesser Rangers    |
| Woche 10              |         |                           |             |                           |
| 23. Juni              | 16:00   | AFC Kornmesser Rangers    | 34:59       | Prague Panthers           |
| 23. Juni              | 17:00   | Swarco Raiders Tirol      | 12:14       | Raiffeisen Vikings Vienna |
| 23. Juni              | 17:00   | Graz Giants               | 30:36       | Danube Dragons            |
| Play-offs: Halbfinale |         |                           |             |                           |
| 14. Juli              | 17:00   | Swarco Raiders Tirol      | 48:42       | Graz Giants               |
| 15. Juli              | 15:00   | Raiffeisen Vikings Vienna | 48:32 (3:4) | Danube Dragons            |
| Austrian Bowl XXVIII  |         |                           |             |                           |
| 28. Juli              | 20:00   | Raiffeisen Vikings Vienna | 48:34       | Swarco Raiders Tirol      |

|   | Blue River Bowl VI, VII und VIII, in Klammer die bisherige Siegesstatistik                                         |
| * | Aufgrund der Verlegung eines neuen Rasen im Innsbrucker Tivoli Stadion wurde die Partie auf den 6. Mai vorverlegt. |

### Finalrunde
|  | Playoffs: Semi-Finals | Playoffs: Semi-Finals     | Playoffs: Semi-Finals |  |  | Austrian Bowl XXVIII | Austrian Bowl XXVIII      | Austrian Bowl XXVIII |
|  |                       |                           |                       |  |  |                      |                           |                      |
|  |                       |                           |                       |  |  |                      |                           |                      |
|  | 2                     | Swarco Raiders Tirol      | 48                    |  |  |                      |                           |                      |
|  | 3                     | Graz Giants               | 42                    |  |  |                      |                           |                      |
|  |                       |                           |                       |  |  | 1                    | Raiffeisen Vikings Vienna | 48                   |
|  |                       |                           |                       |  |  | 2                    | Swarco Raiders Tirol      | 34                   |
|  | 1                     | Raiffeisen Vikings Vienna | 48                    |  |  |                      |                           |                      |
|  | 4                     | Danube Dragons            | 32                    |  |  |                      |                           |                      |
|  |                       |                           |                       |  |  |                      |                           |                      |

#### Austrian Bowl XXVIII

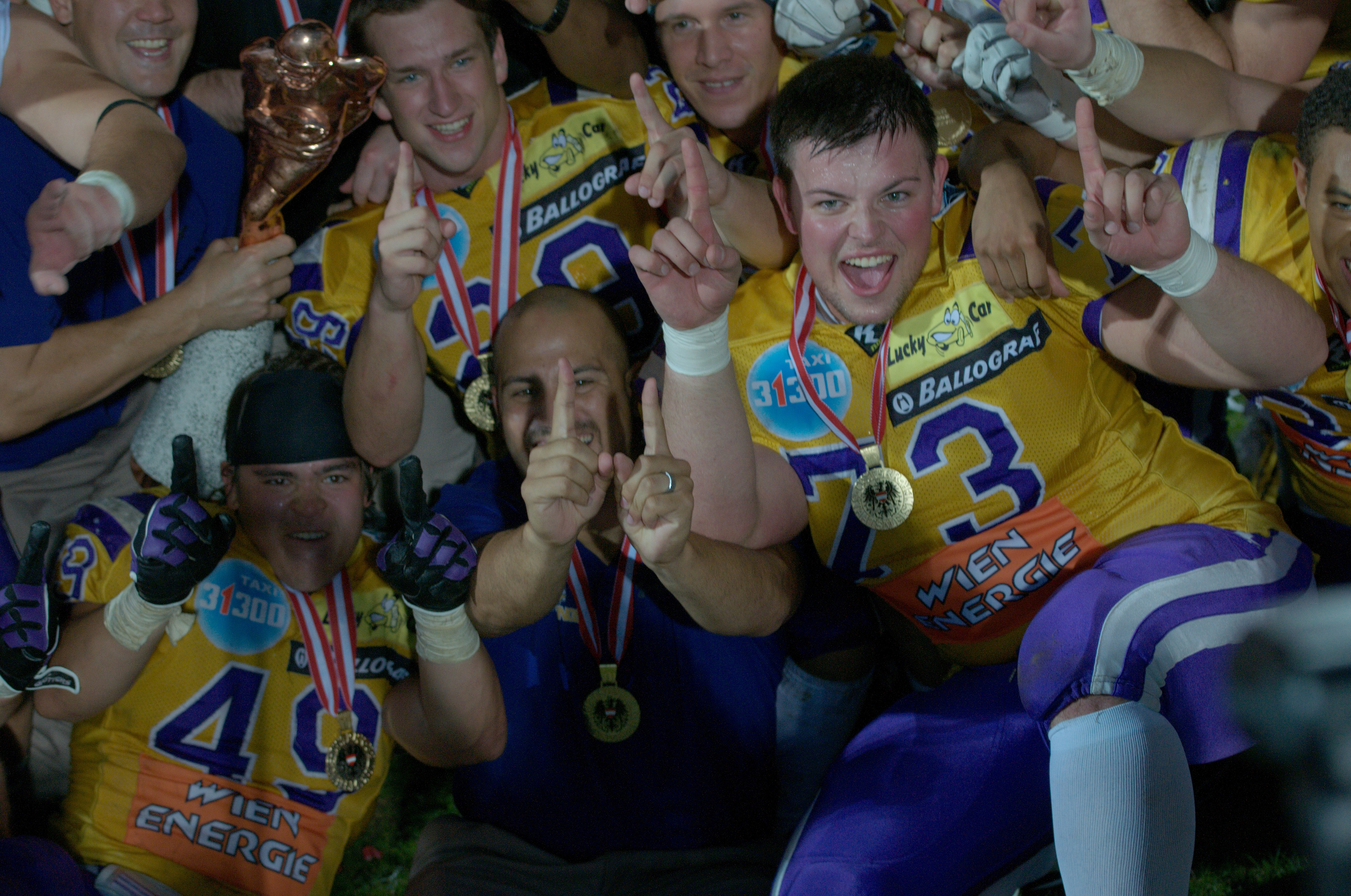
Spieler der Vikings feiern den Gewinn der Austrian Bowl XXVIII

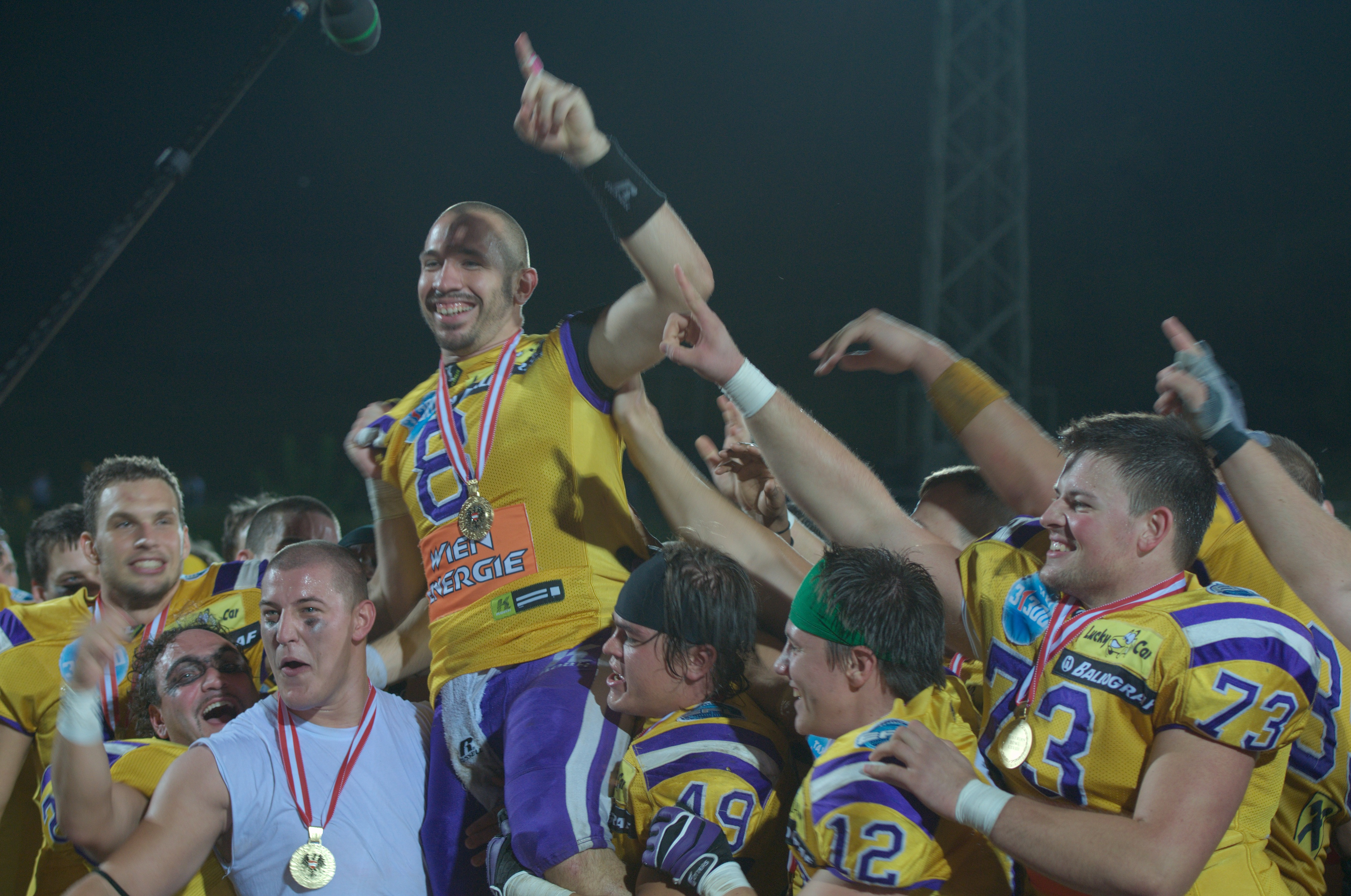
MVP Christoph Gross

| Austrian Bowl XXVIII – Wien (Hohe Warte, 4.640 Zuschauer) | Austrian Bowl XXVIII – Wien (Hohe Warte, 4.640 Zuschauer) | Austrian Bowl XXVIII – Wien (Hohe Warte, 4.640 Zuschauer) | Austrian Bowl XXVIII – Wien (Hohe Warte, 4.640 Zuschauer)     | Austrian Bowl XXVIII – Wien (Hohe Warte, 4.640 Zuschauer)     | Austrian Bowl XXVIII – Wien (Hohe Warte, 4.640 Zuschauer)     | Austrian Bowl XXVIII – Wien (Hohe Warte, 4.640 Zuschauer)     |
| --------------------------------------------------------- | --------------------------------------------------------- | --------------------------------------------------------- | ------------------------------------------------------------- | ------------------------------------------------------------- | ------------------------------------------------------------- | ------------------------------------------------------------- |
| Team                                                      | Team                                                      | Punkte                                                    | Q1                                                            | Q2                                                            | Q3                                                            | Q4                                                            |
| Raiffeisen Vikings Vienna                                 | Raiffeisen Vikings Vienna                                 | 48                                                        | 12                                                            | 14                                                            | 14                                                            | 8                                                             |
| Swarco Raiders Tirol                                      | Swarco Raiders Tirol                                      | 34                                                        | 14                                                            | 0                                                             | 14                                                            | 6                                                             |
| Vikings                                                   | Raiders                                                   | Spieler                                                   | Spielzug                                                      | Spielzug                                                      | Spielzug                                                      | Spielzug                                                      |
| 6                                                         | 0                                                         | Dusty Thornhill                                           | 8-Yard Lauf (PAT Christopher Kappel failed)                   | 8-Yard Lauf (PAT Christopher Kappel failed)                   | 8-Yard Lauf (PAT Christopher Kappel failed)                   | 8-Yard Lauf (PAT Christopher Kappel failed)                   |
| 6                                                         | 7                                                         | Talib Wise                                                | 27-Yard Lauf (PAT Christian Kellner)                          | 27-Yard Lauf (PAT Christian Kellner)                          | 27-Yard Lauf (PAT Christian Kellner)                          | 27-Yard Lauf (PAT Christian Kellner)                          |
| 6                                                         | 14                                                        | Talib Wise                                                | 8-Yard Lauf (PAT Christian Kellner)                           | 8-Yard Lauf (PAT Christian Kellner)                           | 8-Yard Lauf (PAT Christian Kellner)                           | 8-Yard Lauf (PAT Christian Kellner)                           |
| 12                                                        | 14                                                        | Dusty Thornhill                                           | 3-Yard Lauf (2-point conv. failed)                            | 3-Yard Lauf (2-point conv. failed)                            | 3-Yard Lauf (2-point conv. failed)                            | 3-Yard Lauf (2-point conv. failed)                            |
| 19                                                        | 14                                                        | Christoph Budimir                                         | 10-Yard Pass von Christoph Gross (PAT Christopher Kappel)     | 10-Yard Pass von Christoph Gross (PAT Christopher Kappel)     | 10-Yard Pass von Christoph Gross (PAT Christopher Kappel)     | 10-Yard Pass von Christoph Gross (PAT Christopher Kappel)     |
| 26                                                        | 14                                                        | Stefan Holzinger                                          | 14-Yard Pass von Christoph Gross (PAT Christopher Kappel)     | 14-Yard Pass von Christoph Gross (PAT Christopher Kappel)     | 14-Yard Pass von Christoph Gross (PAT Christopher Kappel)     | 14-Yard Pass von Christoph Gross (PAT Christopher Kappel)     |
| 26                                                        | 21                                                        | Damaso Tarneller                                          | 29-Yard Pass von Kyle Callahan (PAT Christian Kellner)        | 29-Yard Pass von Kyle Callahan (PAT Christian Kellner)        | 29-Yard Pass von Kyle Callahan (PAT Christian Kellner)        | 29-Yard Pass von Kyle Callahan (PAT Christian Kellner)        |
| 33                                                        | 21                                                        | Stefan Ruthofer                                           | 83-Yard fumble recovery (PAT Christopher Kappel)              | 83-Yard fumble recovery (PAT Christopher Kappel)              | 83-Yard fumble recovery (PAT Christopher Kappel)              | 83-Yard fumble recovery (PAT Christopher Kappel)              |
| 40                                                        | 21                                                        | Kyle Kaiser                                               | 74-Yard Pass von Christoph Gross (PAT Christopher Kappel)     | 74-Yard Pass von Christoph Gross (PAT Christopher Kappel)     | 74-Yard Pass von Christoph Gross (PAT Christopher Kappel)     | 74-Yard Pass von Christoph Gross (PAT Christopher Kappel)     |
| 40                                                        | 28                                                        | Talib Wise                                                | 66-Yard Pass von Kyle Callahan (PAT Christian Kellner)        | 66-Yard Pass von Kyle Callahan (PAT Christian Kellner)        | 66-Yard Pass von Kyle Callahan (PAT Christian Kellner)        | 66-Yard Pass von Kyle Callahan (PAT Christian Kellner)        |
| 40                                                        | 34                                                        | Talib Wise                                                | 58-Yard Pass von Kyle Callahan (PAT Christian Kellner failed) | 58-Yard Pass von Kyle Callahan (PAT Christian Kellner failed) | 58-Yard Pass von Kyle Callahan (PAT Christian Kellner failed) | 58-Yard Pass von Kyle Callahan (PAT Christian Kellner failed) |
| 48                                                        | 34                                                        | Benjamin Bubik                                            | 39-Yard Interception return (2-point conv. Christoph Budimir) | 39-Yard Interception return (2-point conv. Christoph Budimir) | 39-Yard Interception return (2-point conv. Christoph Budimir) | 39-Yard Interception return (2-point conv. Christoph Budimir) |
| MVP: Christoph Gross, Vikings                             |                                                           |                                                           |                                                               |                                                               |                                                               |                                                               |

## Liga-MVPs
Die am Ende der Saison, während der Austrian Bowl XXVIII, bekannt gegebenen Liga-MVPs dieser Saison sind:
- Most Valuable Player des Jahres: Alex Gross (Graz Giants)
- Offense Player des Jahres: Christoph Gross (Vienna Vikings)
- Defense Player des Jahres: Alex Gross (Graz Giants)
- Youngstar des Jahres: Andreas Hofbauer (Raiders Tirol)
- Coach des Jahres: Nick Johansen (Graz Giants)